# Princess Auto
Princess Auto est une chaîne canadienne de magasins de détail spécialisée dans les articles agricoles, industriels, de garage, hydrauliques et de Surplus.
Basée à Winnipeg (Manitoba), Princess Auto possède et exploite plus de 55 magasins dans dix provinces et trois centres de distribution (Winnipeg, Calgary, Alberta et Milton, Ontario ).

## Histoire
Initialement appelée Princess Auto Wrecking, l'entreprise a été fondée à Winnipeg au Manitoba en 1933 sur la rue Princess au Quartier-de-la-Bourse. L'entreprise connaît des difficultés et le propriétaire fondateur, un ancien marine marchande, la vend en 1942 à Harvey Tallman. Tallman étend l'activité de démolition automobile aux surplus de guerre et, plus tard, aux outils et équipements.
L'entreprise a changé plusieurs fois de nom au cours de son existence, d'abord sous le nom de Princess Auto Wrecking, puis sous celui de Princess Auto and Machinery, et enfin sous celui de Princess Auto Ltd.
Au milieu des années 1940, Tallman s'est lancé dans les Surplus de guerre, en achetant et en vendant des articles récupérés après la Seconde Guerre mondiale. Étant donné qu'une grande partie de la clientèle de l'époque était constituée d'hommes revenant de la guerre, les surplus de guerre ont connu un grand succès et sont devenus une partie de l'activité en plus des pièces automobiles. Princess Auto a transformé les pièces excédentaires en équipements agricoles et industriels, en réutilisant des moteurs et d'autres articles provenant de véhicules et de machines militaires.
En 1951, l'entreprise commence à imprimer des catalogues avec des bons de commande que les clients pouvaient envoyer par la poste pour recevoir leurs achats par chemin de fer. Au milieu des années 1950, la vente par correspondance représentait 70 % de son activité. En 1977, Princess Auto est devenue un détaillant et a ouvert son premier magasin à Edmonton, en Alberta. Proposant toujours un centre d'appels national et un service de vente par correspondance, l'entreprise a commencé à vendre des articles en ligne en 1998.
En 2015, une division de fabrication à Winnipeg a été fermée. Princess Auto propose également des ventes en ligne, un centre d'appels national et un service de vente par correspondance[réf. nécessaire]..
Au cours de la pandémie de COVID-19, l'entreprise est devenue un détaillant omnicanal, offrant à ses clients une option d'achat en ligne et ramassage en magasin (BOPIS). Cette option a été associée à un processus de ramassage à l’auto afin de respecter les directives relatives à la pandémie.
Le 23 janvier 2024, il a été annoncé que Princess Auto remplacerait IGM Financial en tant que sponsor des droits de dénomination de l'IG Field, le stade des Blue Bombers de Winnipeg de la Ligue canadienne de football, et le rebaptiserait Princess Auto Stadium.

## Magasins
En octobre 2024, l'entreprise possède et exploite plus de 56 magasins et trois centres de distribution (Winnipeg, Manitoba; Calgary, Alberta ; et Milton, Ontario), avec l'ouverture la plus récente à Joliette, QC en octobre 2024. Depuis l'ouverture de son premier magasin québécois à Saint-Jérôme en septembre 2019, elle compte des magasins dans toutes les provinces.